# 2-أمينو البيريدين
2-أمينو البيريدين مركب عضوي له الصيغة الكيميائية C5H6N2، ويوجد على شكل بلورات عديمة اللون.
يعد المركب واحداً من متصاواغات أمينو البيريدين.

## التحضير
يحضر المركب من تفاعل أميد الصوديوم مع البيريدين وفق تفاعل تشيشيبابين.

## الخواص
يوجد المركب في الشروط القياسية على شكل بلورات عديمة اللون، تنصهر عند حوالي الدرجة 60°س، في حين يغلي المركب عند المركب عند 210 °س.

## الاستخدامات
يستخدم 2-أمينو البيريدين في تحضير المستحضرات الدوائية والعقاقير مثل بيروكسيكام وسلفابيريدين وتينوكسيكام Tenoxicam وتريبلينامين Tripelennamine.

## اقرأ أيضاً
- 3-أمينو البيريدين
- 4-أمينو البيريدين
- 2-كلورو البيريدين